# چوما اوکهکی
چوما اوکهکی (انگلیسی: Chuma Okeke؛ زادهٔ ۱۸ اوت ۱۹۹۸) بازیکن بسکتبال اهل ایالات متحده آمریکا است.